# Per a Elisa

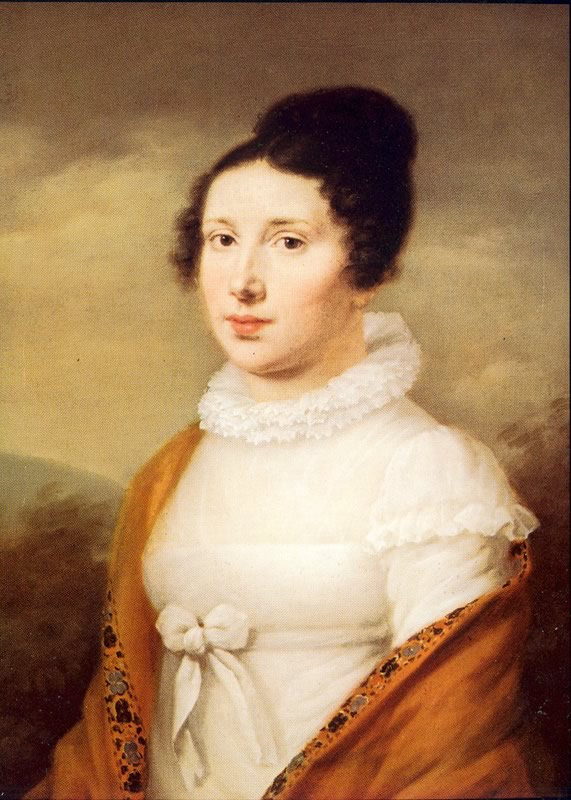
Elisabeth Röckel, 1814 – Düsseldorf, Goethe-Museum, Anton-und-Katharina-Kippenberg-Stiftung

Per a Elisa WoO 59 (Für Elise, en alemany) és una bagatel·la per a piano sol, composta en la menor pel compositor alemany Ludwig van Beethoven el 27 d'abril de 1810. És una de les obres més conegudes del compositor. La peça va ser publicada per primera vegada l'any 1867 en una transcripció de Ludwig Nohl, que s'hauria basat en un manuscrit, l'existència del qual no existeix cap prova.
Pel que fa a la identitat d'Elisa, la hipòtesi més probable era que la composició va ser originalment dedicada a Therese Malfatti (també coneguda com a Therese von Drossdik, 1792-1851), la filla d'un comerciant de Viena alumna del compositor alemany. Quan Beethoven va compondre l'obra el 1810, n'era enamorat fins a les calces, li demanarà matrimoni però ella va refusar. En aquesta època, no hi ha cap «Elise» coneguda al cercle de Beethoven.
Ludwig Nohl, el 1865 hauria descobert l'autògraf a Múnic en una col·lecció privada i hauria donat un títol erroni a la transcripició que en va fer. El manuscrit, que havia arribat a Múnic gràcies a Rudolf Schachner, un amic de Therese Malfatti, actualment es considera perdut. Per la qual cosa no és possible amb tota certesa confirmar aquests fets.
El 2020, l'investigador Klaus Martin Kopitz, va escriure que la inspiració de Beethoven fou Elisabeth Röckel (1793-1883), una cantant alemanya, «Elise» per als amics. Beethoven hi va mantenir una estreta amistat. Aquesta tesi no fa gaire unanimitat. Michael Lorenz destaca que hi ha moltes imprecisions en la recerca de Kopitz i hi manquen fonts per poder confirmar aquesta idea.
El tema principal i pràcticament tot el material que conformen «Per a Elisa» serien, de Beethoven, com demostren fefaentment els esbossos del manuscrit BH 116, conservats a la Beethoven Haus i estudiats en el seu moment, per Barry Cooper i per Sieghard Brandenburg. Luca Chiantore, professor a l'Escola Superior de Música de Catalunya, en la seva tesi doctoral, dubta sobre l'autoria de la versió que Ludwig Nohl va publicar el 1867, la més popular i coneguda i que va donar origen al títol. Segons Chiantore es tractaria d'una nova versió del mateix Ludwig Nohl.